# گلوبال پارتنرز
گلوبال پارتنرز (انگلیسی: Global Partners) شرکت برق آمریکایی است، که در سال ۱۹۳۳ تأسیس شد.